# Silvius ornatus
Silvius ornatus är en tvåvingeart som beskrevs av Philip och M. Josephine Mackerras 1960. Silvius ornatus ingår i släktet Silvius och familjen bromsar.
Artens utbredningsområde är Myanmar. Inga underarter finns listade i Catalogue of Life.